# Safe space
Een safe space (letterlijk veilige ruimte) is een ruimte die bedoeld is om vrij te zijn van vooroordelen, conflicten en kritiek.

## Historiek
De term komt uit de psychotherapie, waar een veilige ruimte voorzien werd voor mensen met traumatische ervaringen. In de jaren '60 werd de betekenis verruimd, toen de term gebruikt werd in de Verenigde Staten om fysieke plaatsen aan te duiden die werden bezocht door mensen uit de Afro-Amerikaanse gemeenschap, de LGBT+-gemeenschap en op feministische bewegingen.

## Moderne betekenis
Anno 2022 werd de betekenis nog verder verbreed, en wordt met een safe space zowel fysieke en digitale ruimtes bedoeld, waar de mentale en fysieke veiligheid van gemarginaliseerde groepen wordt gegarandeerd. Voorbeelden zijn safe spaces voor jongeren, mensen met een autismespectrumstoornis, naast eerder genoemde groepen.
De term sluit hiermee aan bij een oudere traditie van vrouwengroepen en vrouwenhuizen.

## Kritiek
Het idee van veilige ruimte wordt echter bekritiseerd als een inherent discriminerend iets en een belemmering voor de vrijheid van meningsuiting.